# Colonizările forțate în Uniunea Sovietică
Colonizările (strămutările) forțate în Uniunea Sovietică au avut mai multe forme. Cea mai cunoscută era sistemul muncii penale în lagărele Gulagului. O altă formă de represiune politică era acea a strămutărilor unor întregi categorii de populație. Aceste strămutări au avut rolul principal în colonizarea și exploatarea zonelor îndepărtate ale Uniunii Sovietice. Acest rol a fost subliniat în mod explicit în primul decret sovietic cu  privire la lagărele de muncă obligatorie. 
Strămutările populației din Uniunea Sovietică care au dus la crearea acestor colonii au fost îndeplinite printr-o serie de operații organizate conform unor criterii naționale și sociale de deportare. 
Spre deosebire de lagărele Gulagului, coloniile obligatorii aveau aparențele unor așezări "normale": deportații locuiau împreună cu familiile lor și se bucurau de o destul de mare libertate de mișcare. Totuși, călătoriile erau limitate numai la anumite zone, iar deportații erau atent supravegheați de NKVD. Astfel, în fiecare lună persoana strămutată trebuia să se prezinte la ofițerul de supraveghere, la selsoviet în zonele rurale sau la secția de miliție în așezările urbane. 

## Exilul intern
Domiciliul obligatoriu (ссыльное поселение) era o formă a exilului intern. Sistemul exilului politic și administrativ exista încă din timpul Imperiului Rus. Cei mai numeroși deportați cu domiciliu obligatoriu (ссыльнопоселенцы) din URSS au fost națiunile întregi strămutate în timpul regimului lui Stalin (1928–1953). De-a lungul timpului s-au folosit mai mulți termeni pentru definirea acestei categorii de pedepsiți extrajudiciar: colonie specială (спецпоселение), colonie de strămutare specială (спецпереселение), exil administrativ, șa. 
Exilații erau trimiși în zone îndepărtate ale URSS-ului; Siberia, Kazahstan, Asia Centrală și Orientul Îndepărtat Rus. 

### Populația coloniilor forțate
Majoritatea populației așezărilor obligatorii erau victime ale ceea ce azi este numit proces de purificare etnică. Guvernul sovietic se temea că anumite naționalități ar fi putut acționa ca o "a cincea coloană" subversivă în condițiile apropierii declanșării războiului mondial. Au fost luate măsuri severe pentru a preveni această posibilă amenințare. Deportații erau trimiși în închisori, lagăre de muncă, așezări obligatorii și în domiciliu forțat, (sub supravegherea NKVD-ului).

#### Deportările din zonele de graniță din 1939–1941
În zonele granițelor de vest ale Uniunii Sovietice au apărut mai multe valuri de deportați, pe principalele direcții de atac ale unor agresori externi. Aceste teritorii erau regiunea Murmansk și noile regiuni anexate în urma înțelegirilor secrete ale Pactului Molotov-Ribbentrop: estul Poloniei, Basarabia și Nordul Bucovinei și Țările baltice. În timp ce bărbații au fost deportați în Siberia, femeile și copii au fost colonizați în Kazahstan. 
În teritoriile anexate de la Polonia (teritoriul cunoscut cu numele de Kresy și în Voievodatul Bialystok), valul de represalii din 1939 a fost în continuarea operațiunilor NKVD-ului  împotriva polonezilor sovietici din anii mai dinainte prin care s-a luptat împotriva "dușmanilor sociali" sau a "inamicilor poporului": militarii de carieră, personalul administrativ și polițienesc, marii proprietari de pământ, industriașii și comercianții. Acești "dușmani" au fost condamnați la pedepse de 20 de ani în lagăre de muncă. În plus, populația de-a lungul graniței de apus a URSS-ului, la fel ca și lucrătorii forestieri și muncitorii de la căile ferate au fost deportați. Deportările masive ale populației poloneze în cele mai îndepărtate și puțin ospitaliere regiuni ale Uniunii Sovietice au avut loc în 1940–1941. Este greu de apreciat câți polonezi au suferit în urma acestor acțiuni arbitrare, se apreciază că au fost intre 400.000 și 1.600.000 de oameni. 
Pe 23 iunie 1940, Lavrenti Beria, șeful NKVD, a ordonat ca regiunea Murmansk să fie curățată de "naționalitățile străine", atât scandinavi cât și alți indigeni. Finlandezii, norvegienii ("norvegienii din peninsula Kola") au fost strămutați în RSS Karelo-Finlandeză. Germanii, coreenii, chinezii și alții au fost deportați în așezări din Munții Altai. 
Deportările din țările baltice (Lituania, Letonia și Estonia) și din regiunile anexate ale României (Basarabia și  Nordul Bucovinei]]) au avut loc în perioada mai-iunie 1941. 
În 1941, un mare număr de polonezi au fost amnistiați și nu au mai fost reținuți în așezările obligatorii, dar nu li s-a permis să se întoarcă în regiunile de frontieră.

#### "Deportările preventive" ale unor naționalități din 1941–1942
Aceste deportări i-a privit pe cetățenii sovietici membri ai unor etnii "inamice național". A fost vorba de germani, finlandezi, români, italieni și greci. La sfârșitul acestui proces au fost incluși în valul de deportați și tătarii crimeeni. 

#### "Deportările punitive" ale unor naționalități  din 1943–1944
Aceste deportări i-a privit pe membrii grupurilor etnice declarate vinovate de cooperare cu ocupantul nazist. A fost vorba de un număr de popoare din Caucazul de Nord și din Crimeea: cecenii, ingușii, turcii meskhetiani, balcarii, karaciaii, tătarii crimeeni, bulgarii crimeeni și calmîcii.

#### Deportarea germanilor din teritoriile ocupate  din 1944–1945
Armata Roșie de ocupație a dus în deportare în Siberia mai mult de 200.000 de germani din România (aproximativ 75.000 de sași transilvăneni), Ungaria și Iugoslavia. Mulți dintre ei au murit în lagărele de muncă. (Vezi: Deportarea germanilor din România în Uniunea Sovietică)

#### Deportările din epoca postbelică
Deportările de după încheierea celui de-al doilea război mondial nu au fost diferențiate sau clasificate în mod special de NKVD. Au fost afectate persoane care s-au aflat vremelnic sub administrația Forțelor Axei: membri ai familiilor persoanelor acuzate de loialitate fața de administrația Axei și persoane care au luptau împotriva puterii sovietice, care au fost acuzați de "banditism". Un mare număr de foști ostarbeiter au fost trimiși în exil. "Curățarea" teritoriilor anexate a continuat până la mijlocul deceniului al șaselea. În iulie 1949, revoltele țăranilor români din Basarabia și Bucovina de Nord au fost înăbușite cu duritate și au dus la deportarea a aproximativ 95.000 de oameni. (Acestea au fost cifrele prezentate in rapoartele către Stalin din 1951).

#### Ukaznicii
Termenul ukaznic derivă din cuvântul rusesc "ukaz" –  "decret". Acest nume era aplicat condamnaților conform diferitelor ukazuri sovietice, dar cea mai obișnuită interpretare se referă la o serie de decrete care priveau ceea ce legea sovietică considera că este parazitism social sau eschivarea de la obligația prestării unei munci utile societății. Printre primele astfel de decrete (2 iunie 1942) a fost cel "Cu privire la cei vinovați de eschivarea de la prestarea unei munci utile societății și pentru un fel de viață antisocial parazitar în sectorul agricol" (Об ответственности за уклонение от общественно полезного труда и за ведение антиобщественного паразитического образа жизни в сельском хозяйстве). Era aplicat de obicei colhoznicilor care nu reușeau să-și îndeplinească  zilele-muncă obligatorii (trudodni). Termenul de exil pentru o asemenea faptă era de 8 ani. Între 1948-1952, au fost înregistrați 33.266 ukaznici. Spre deosebire de alte categorii de deportați, copii acestor exilați nu erau la rândul lor pedepsiți cu strămutarea. 

#### Persecuțiile religioase
Mai multe secte religioase – Martorii lui Iehova, ("Cвидетели Иеговы"), Adevărații creștini ortodocși ("истинно-православные христиане", Innokențienii ("иннокентьевцы"), Adventiștii-reformatori ("Aдвентисты-реформисты") – au fost scoase în afara legii datorită încălcării legii "Cu privire la Separarea Bisericii de Stat și a Școlii de Biserică". În particular, aceste secte interziceau membrilor lor să intre în rândul organizațiilor de pionieri, de Komsomol sau să efectueze serviciul militar în Armata Roșie. Membri ai acestor secte și în special liderii lor erau pedepsiți conform prevederilor codului penal, fiecare caz în parte fiind tratat separat. Pe 1 martie 1953 Consiliul de Miniștri al URSS a promulgat decretul  "Cu privire la expulzarea participanților activi ai sectei ilegale antisovietice a iehoviștilor și a membrilor familiilor acestora nr 1290-467" (Постановление Совета Министров СССР о выселении активных участников антисоветской нелегальной секты иеговистов и членов их семей №1290-467 от 3 марта 1951 года). Ca urmare a acestui decret, în 1951, 9.400 de martori ai lui Iehova, inclusiv aproximativ 4.000 de copii, au fost deportați din țările baltice, Basarabia și zonele occidentale ale Belarusului și Ucrainei. 
În 1954, un alt decret al aceluiași Consiliu de Miniștri ridica restricțiile impuse membrilor deportați ai sectei. 

#### Alte categorii de deportați
Categoriile de mai sus au fost cele mai importante din punct de vedere numeric. Au existat și alte categorii mai "puțin numeroase" în raport cu întreaga populație a Uniunii Sovietice, dar extrem de importante în raport cu categoriile de populație afectate. De exemplu, în 1950, toți iranienii, cu excepția persoanelor de etnie armenească, au fost strămutate din RSS Georgiană.

## Coloniile de muncă
Coloniile de muncă (трудопоселение) erau metode ale exilului intern. Cea mai mare categorie a "coloniștilor pentru muncă" (трудопоселенцы) a fost cea a culacilor și membrilor familiilor lor deportați mai înaintea marilor epurări staliniste din deceniul al patrulea. Coloniile de muncă erau parte a Gulagului, dar nu aveau un regim atât de strict ca lagărele de muncă. 
Primul decret oficial cu privire la "deculacizare" a fost decretul comun al Comitetului Central Executiv al CC al PCUS și al Sovnarkomului din 1 februarie 1930. La început, familiile de culaci au fost deportate în zonele îndepărtate pentru "colonizare specială" fără vreo măsură specială de urmărire sau de relocare a pedepsiților. În 1931-1932, problemele deculacizării și a planificării teritoriale pentru exil au fost urmărite de o comisie specială a Politburo cunoscută cu numele de comisia Andreev-Rudzutak (комиссия Андреева-Рудзутака). Comisia purta numele lui Andrei Andreev și a lui Janis Rudzutaks. Noțiunea de "colonii de muncă/coloniști pentru muncă" a fost introdusă in 1934 și a fost folosită oficial până în 1945. Din 1945, terminologia a fost unificată, iar culacii exilați au fost denumiți  "strămutați speciali - culacii".

## Colonizările voluntare
Coloniile voluntare (вольное поселение) erau așezări desemnate pentru condamnații eliberați mai înainte de termen din lagărele de muncă ca și pentru cei care își ispășiseră toată condamnarea, dar fuseseră obligați să respecte regula celor 101 kilometri. Aceste persoane erau cunoscute cu numele de coloniști liberi (вольнопоселенцы).
Termenul era folosit încă de pe vremea Imperiului Rus, având două întelesuri: colonii libere ale țăranilor sau a cazacilor (în sensul că erau libere de iobăgie), sau de așezare în exil a persoanelor care fuseseră eliberate după o condamnare in katorga.
În Uniunea Sovietică, un decret al Sovnarkomului din 1939 specifica: 
"Pentru colonizarea treptată a regiunilor în care sunt înființate lagăre de concentrare, se sugerează OGPU și Narkomatului pentru Justiție să planifice de urgență activități bazate pe următoarele principii: (1) să transfere condamnații cu purtare bună în așezările  libere mai înainte de termen (2) să-i oblige pe condamnați să ispăsească toată condamnarea, dar să-i oblige la domiciliu forțat în anumite așezări și să le asigure pământ (3) să permită așezarea voluntară a condamnaților eliberați. "
"Coloniștii liberi" din prima categorie erau obligați să efectueze munci similare celor din lagărele de muncă sau unele asemănătoare. Mai târziu, persoanele eliberate puteau fi desemnate pentru "colonizare liberă" în alte locuri decât în apropierea lagărelor, inclusiv în orașe, fiind obligati să presteze munci oriunde era cerută mână de lucru. 

## Statistici
Pentru o lungă perioadă de timp, numărul celor persecutăti in Uniunea Sovietică s-a bazat pe diverse estimări care variau mult, ordinul de mărime fiind de ordinul milioanelor sau al zecilor de milioane. După prăbușirea Uniunii Sovietice, cercetătorii au avut acces la arhivele NKVD-ului. Numărul de persoane persecutate se apropie mai mult de limita inferioară a estimărilor. În particular, la data de 1 ianuarie 1953, existau "numai" 2.753.356 de deportați și strămutăti speciali. Dmitri Volkogonov în cartea sa despre Stalin amintea că documentele oficiale aminteau de 2.572.829 de deportați pe 1 ianuarie 1950. Atât cifrele de arhivă cât și activitatea cercetătorilor au fost puternic contestate. Ca răspuns la aceste critici s-a afirmat că cifrele sunt mai degrabă exacte, lucrătorii NKVD-ului având tot interesul la momentul raportării să-și demostreze "eficiența". Mai mult, aceste date sunt greu de falsificat, de vreme ce ele se sprijină pe întreg fondul arhivistic și nu doar pe câteva rapoarte. 

## Wikisource
- Decret cu privire la lagărele de muncă, 1919, în limba rusă
- Decret cu privire la lagărele de muncă penală, 1929, în limba rusă